# 시마즈 나리노부
시마즈 나리노부(일본어: 島津斉宣)는 에도 시대 후기의 시마즈씨 26대 당주이자, 사쓰마번 9대 번주이다. 시마즈 나리아키라와 덴쇼인(아쓰히메)의 할아버지이기도 하다.

## 생애
1773년 12월 6일, 제8대 번주 시마즈 시게히데의 장남으로 에도에서 태어난다. 1787년 1월, 아버지 시게히데의 은거로 번주의 지위를 이어받았지만 실권은 여전히 아버지에게 있었다. 1805년 12월에는 「귀학문답」을 저술해 번정의 개혁방침을 제시했지만, 아버지와의 주도권 분쟁이 격화되어 근사록 붕괴라는 내분이 일어나게 된다. 이로 인해 분카6년(1809년) 6월, 근사록 붕괴의 책임을 지고 장남인 시마즈 나리오키에게 번주 자리를 물려주고 강제은거를 당하게 된다.
1841년 10월 에도의 사쓰마 번 교외 별장에서 사망.향년 69세.

## 인물
- 국학으로 유명한 다카야마 히코쿠로(高山彦九郎)와 친교가 있었다.
- 시게히데, 나리노부 2명 모두 은거후 에도에서 생활하는 바람에 사쓰마번은 과다지출에 시달렸다. 이에 나리노부는 생활비가 적게 드는 고향에서 은거하기를 막부에 여러 번 요청했으나 모두 각하되었다. 그 이유로「다시는 나리노부가 근사록붕괴 같은 소동을 일으킬 여지를 주지 마라는 미다이도코로의 명이 있었다.」라고 언급한 문서가 남아 있어 누이인 시게히메과 사이가 좋지 않았다는 것을 짐작하게 한다.
- 시게히데가 나리노부에게 보낸 편지의 「문제가 생기면 에도에서는 오쿠다이라 마사타카, 사쓰마번에서는 시마즈 다다아쓰와 상담하도록)」(두 명 모두 나리노부의 이복형제) 라는 내용으로 보아 번의 정치에서는 철저하게 배제되었던 것 같다. 그러나 시게히데의 임종 무렵에 같이 살면서 간병한 것으로 보아 표면상의 화해는 이루어졌던 것 같다.

## 같이 보기
- 도쿠가와 이에나리 - 나리노부와는 사촌간이다.

| 전임 시마즈 시게히데 | 제9대 사쓰마번 번주 1787년 ~ 1809년 | 후임 시마즈 나리오키 |